# Ryan Cochrane
Ryan Cochrane (Victoria, 29 ottobre 1988) è un ex nuotatore canadese.
Specializzato nelle gare lunghe dello stile libero, ha partecipato alle Olimpiadi 2008 di Pechino, vincendo la medaglia di bronzo nei 1500m sl. Nella stessa gara, quattro anni più tardi, ha vinto la medaglia d'argento alle Olimpiadi di Londra.
Ai Mondiali 2009 di Roma ha ottenuto due medaglie: l'argento nei 1500m sl e il bronzo negli 800m sl.

## Palmarès
- Olimpiadi

Pechino 2008: bronzo nei 1500m sl.
Londra 2012: argento nei 1500m sl.
- Mondiali

Roma 2009: argento nei 1500m sl e bronzo negli 800m sl.
Shanghai 2011: argento negli 800m sl e nei 1500m sl.
Barcellona 2013: argento nei 1500m sl e bronzo negli 800m sl.
Kazan 2015: bronzo nei 400m sl e nei 1500m sl.
- Mondiali in vasca corta

Doha 2014: bronzo nei 1500m sl.
- Giochi panamericani

Toronto 2015: oro nei 400m sl e nei 1500m sl e bronzo nella 4x200m sl.
- Giochi PanPacifici

Victoria 2006: bronzo negli 800m sl.
Irvine 2010: oro negli 800m sl e nei 1500m sl e argento nei 400m sl.
Gold Coast 2014: oro negli 800m sl e argento nei 1500m sl.
- Giochi del Commonwealth

Delhi 2010: oro nei 400m sl e nei 1500m sl.
Glasgow 2014: oro nei 400m sl e nei 1500m sl.

## Riconoscimenti
- American Swimmer of the Year: 2014